# تيمليلت
تيمليلت هي قرية أمازيغية جبلية مغربية وسط المملكة. تنتمي تيمليلت لإقليم شيشاوة. تضم هذه القرية 7.186 نسمة (إحصاء 2004).